# Danndorf
Danndorf er en kommune i den nordøstlige del af Landkreis Helmstedt, i den sydøstlige del af den tyske delstat Niedersachsen. Den har en befolkning på knap 2200 mennesker (2012), og er
en del af amtet (Samtgemeinde) Velpke.

## Geografi
Danndorf ligger ved sydenden af Allers urstrømsdal, i nærheden af Mittellandkanal. Kommunen område ligger ved udkanten af Naturpark Drömling.

### Nabokommuner
Kommunen Danndorf grænser til følgende kommuner (med uret fra nord): Rühen, Grafhorst, Velpke, Wolfsburg.